# Анрі Фекур
Анрі́ Феку́р (фр. Henri Fescourt; 23 листопада 1880, Безьє Франція — †13 серпня 1966, Неї-сюр-Сен, О-де-Сен, Франція) — французький кінорежисер, сценарист, продюсер.

## Життєпис
Марселін Анрі Фекур народився 23 листопада 1880 року в Безьє (департамент Еро у Франції). Здобувши юридичну освіту, працював журналістом та музичним критиком.
У 1912 році Фекур поступив на службу у фірму «Гомон» де завдяки підтримці Луї Фейяда отримав першу самостійну постановку. Після ряду банальних короткометражних стрічок поставив «Фантазію мільярдера» (1912) та «Великого сеньйора» — перші фільми, що мали власний творчий почерк. Потім зрежисував «Втрачене щастя», «Париж — Санкт-Петербург», «Тридцять п'ять першого» — фільми, відмічені пошуками паралельного монтажу та способів розв'язки інтриги.
Після Першої світової війни Анрі Фекур ставить свої найзначніші фільми, дотримуючись правил багатосерійного кінороману, — «Знедолені» (1925), який став однією з найкращих екранізацій роману Віктора Гюго, а їх з моменту винаходу кіно було десять, та нову версію «Монте-Крісто» (1929). Серед інших помітних фільмів Фекура 1920-х років: «Рулетабіль у циган» (за романом-фельєтоном, надрукованим у газеті «Матен», 1922), «Мандарин» (1923), «Захід» (1927) та ін.
Після приходу звуку Анрі Фекур тривалий час не працював і повернувся в кіно лише наприкінці 1930-х років, поставши три звукові стрічки: «Південний бар» (1938), «Лицем до долі» (1939) та «Повернення полум'я» (1942) — високопрофесійний, але малоцікавий з художньої точки зору фільм.
Анрі Фекур є автором кількох книг про театр та однієї з найкращих книг з історії французького кіно «Віра і гори, або Сьоме мистецтво у минулому» (фр. La Foi et les Montagnes ou le 7e art au passé).
Помер Анрі Фекур 13 серпня 1966 року у Неї-сюр-Сен (департамент О-де-Сен, Франція).

## Фільмографія (вибіркова)
Режисер
| Рік  | Українська назва        | Оригінальна назва                           |
| ---- | ----------------------- | ------------------------------------------- |
| 1912 | Париж — Санкт-Петербург | Paris-Saint-Pétersbourg, minuit trente-cinq |
| 1921 | Матіас Сандорф          | Mathias Sandorf                             |
| 1922 | Рулетабіль серед циган  | Rouletabille chez les bohémiens             |
| 1923 | Мандарин                | Mandrin                                     |
| 1925 | Знедолені               | Les misérables                              |
| 1927 | Захід                   | L'occident                                  |
| 1928 | Мальтійський будинок    | La maison du Maltais                        |
| 1929 | Монте-Крісто            | Monte Cristo                                |
| 1930 | Будинок зі шпилем       | La maison de La Flèche                      |
| 1938 | Захід                   | L'occident                                  |
| 1938 | Південний бар           | Bar du sud                                  |
| 1939 | Лише я вас люблю        | Vous seule que j'aime                       |
| 1939 | Лицем до долі           | Face au destin                              |
| 1942 | Повернення полум'я      | Retour de flamme                            |

## Публікації
- Henri Fescourt, La Foi et les Montagnes ou le 7e art au passé, Paul Montel éditeur, 1959, prix Armand-Tallier 1961 du meilleur livre de cinéma